# Rue Victor-Hugo (Courbevoie)
Pour les articles homonymes, voir Rue Victor-Hugo.
La rue Victor-Hugo est une voie de la commune française de Courbevoie.

## Situation et accès

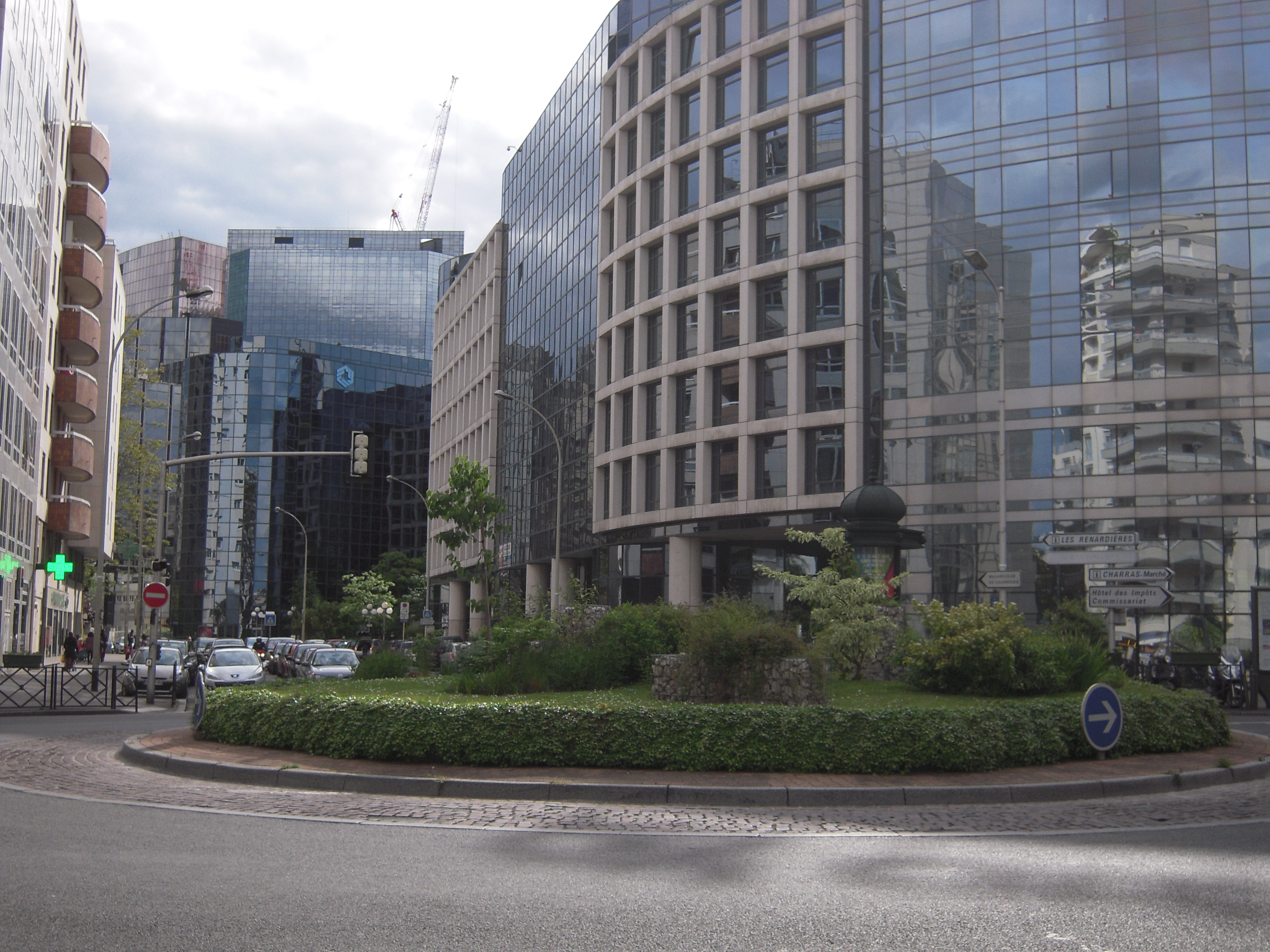
La rue Victor-Hugo en 2013.

Partant de la place éponyme, cette rue rencontre tout d'abord le carrefour de la rue Ficatier, de la rue Carle-Hébert et de la rue de l'Hôtel-de-Ville. Continuant dans la même direction, elle forme le point de départ de la rue de la Montagne, longe le parc de Lattre de Tassigny et se termine au boulevard de Verdun, lorsque celui-ci rencontre le quai du Maréchal-Joffre.

## Origine du nom
Elle porte le nom du poète, dramaturge, écrivain et homme politique français Victor Hugo (1802-1885).

## Historique
On pense que cette rue faisait partie de la voie courbe (d'où la devise de la ville Curva via mens recta), remontant à l'époque gallo-romaine. Cette voie passait probablement par l'actuelle place Victor-Hugo, rejoignant ensuite la place Hérold et la rue Jean-Pierre-Timbaud.

## Bâtiments remarquables et lieux de mémoire
- Parc de Lattre de Tassigny[3].